# Struthiosaurus transylvanicus
Struthiosaurus transylvanicus (lat. “lagarto avestruz de Transilvania”) es una especie del género extinto Struthiosaurus de dinosaurio tireóforo nodosáurido, que vivió a finales del período Cretácico, hace aproximadamente 70 millones de años, durante el Maastrichtiense en lo que es hoy Europa. Basadado en los restos encontrados por Bajazid Elmas Doda, un esqueleto parcial con fragmento de cráneo y espinas cerca de Szentpéterfalva en 1912, catalogado BMNH R4966, en la Formación Sânpetru en la cuenca Haţeg, que es la isla Haţeg del Cretácico. El hallazgo más completo, que incluía la parte posterior del cráneo, un trozo de cintura escapular, vértebras y una armadura, convirtió a Nopcsa en el primero en identificar exactamente qué tipo de animal era, un dinosaurio acorazado. Las sospechas anteriores habían ido en dirección a Theropoda, entre otras cosas.
Los restos de Struthiosaurus transylvanicus son escasos. En 2010, se asignaron algunos huesos más. Estos se refieren a las muestras UBB VP 63, un osteodermo, UBB VP 4, un osteodermo, UBB VP 27, la parte inferior de un muslo izquierdo, UBB VP 63, una vértebra y VP Z-1, una vértebra.
Hallazgos rumanos posteriores pueden pertenecer a esta especie, pero no pudieron asignársele con certeza debido a su naturaleza fragmentaria. Hallazgos del Santoniano de Hungría, realizados en Iharkút , pertenecen a un Struthiosaurus sp. incluyendo un húmero robusto excavado en 2012 que indicaba una forma de 2,5 metros de largo. En 2017, un esqueleto parcial de un cf Sruthiosaurus sp. asignado, muestra MTM PAL 2013.59.1. Un problema importante es que el Hungarosaurus, un pariente cercano,se encuentra en las mismas capas .